# Nebraska State Capitol
Das Nebraska State Capitol ist ein Parlamentsgebäude in Lincoln (Nebraska). Es ist der Sitz der Legislative des US-Bundesstaates Nebraska sowie weiterer Regierungsbehörden. Es wurde zwischen 1922 und 1932 nach Plänen des US-amerikanischen Architekten Bertram Grosvenor Goodhue im Stil des Art déco errichtet.
Wie bei früheren Bauten bediente Goodhue sich auch bei der Gestaltung des Capitols neugotischer Elemente. Im Zentrum des Gebäudekomplexes schuf er einen 122 Meter hohen Turm, der mit einer goldenen Kuppel abschließt.
Am 7. Januar 1976 wurde das Nebraska State Capitol als ein National Historic Landmark anerkannt.